# العلاقات الباكستانية الرومانية
العلاقات الباكستانية الرومانية هي العلاقات الثنائية التي تجمع بين باكستان ورومانيا.

## مقارنة بين البلدين
هذه مقارنة عامة ومرجعية للدولتين:
| وجه المقارنة                                              | باكستان                     | رومانيا                                                                               |
| --------------------------------------------------------- | --------------------------- | ------------------------------------------------------------------------------------- |
| المساحة (كم2)                                             | 881.91 ألف                  | 238.40 ألف                                                                            |
| عدد السكان (نسمة)                                         | 197.02 مليون                | 19.59 مليون                                                                           |
| الكثافة السكانية (ن./كم²)                                 | 223.4                       | 82.17                                                                                 |
| العاصمة                                                   | إسلام آباد                  | بوخارست                                                                               |
| اللغة الرسمية                                             | لغة إنجليزية، اللغة الأردية | اللغة الرومانية                                                                       |
| العملة                                                    | روبية باكستانية             | ليو روماني                                                                            |
| الناتج المحلي الإجمالي (بليون دولار)                      | 304.95 مليار                | 211.80 مليار                                                                          |
| الناتج المحلي الإجمالي (تعادل القوة الشرائية) بليون دولار | 946.67 مليار                | 465.56 مليار                                                                          |
| الناتج المحلي الإجمالي الاسمي للفرد دولار أمريكي          | 1.43 ألف                    | 9.47 ألف                                                                              |
| الناتج المحلي الإجمالي للفرد دولار أمريكي                 | 4.81 ألف                    | 23.63 ألف                                                                             |
| مؤشر التنمية البشرية                                      | 0.538                       | 0.793                                                                                 |
| رمز المكالمات الدولي                                      | +92                         | +40                                                                                   |
| رمز الإنترنت                                              | .pk                         | .ro                                                                                   |
| المنطقة الزمنية                                           | ت ع م+05:00                 | ت ع م+02:00، ت ع م+03:00، أوروبا/بوخارست ‏، توقيت شرق أوروبا، توقيت شرق أوروبا الصيفي ‏ |

## منظمات دولية مشتركة
يشترك البلدان في عضوية مجموعة من المنظمات الدولية، منها:
| علم المنظمة | اسم المنظمة                               | تاريخ انضمام باكستان | تاريخ انضمام رومانيا |
| ----------- | ----------------------------------------- | -------------------- | -------------------- |
|             | المنظمة الهيدروغرافية الدولية             | ?                    | ?                    |
|             | مؤسسة التمويل الدولية                     | 20 يوليو 1956        | 23 سبتمبر 1990       |
|             | منظمة حظر الأسلحة الكيميائية              | ?                    | ?                    |
|             | يونسكو                                    | 14 سبتمبر 1949       | 27 يوليو 1956        |
|             | الأمم المتحدة                             | 30 سبتمبر 1947       | 14 ديسمبر 1955       |
|             | الاتحاد الدولي للاتصالات                  | 26 أغسطس 1947        | 9 فبراير 1866        |
|             | منظمة الشرطة الجنائية الدولية             | ?                    | ?                    |
|             | البنك الدولي للإنشاء والتعمير             | 11 يوليو 1950        | 15 ديسمبر 1972       |
|             | الاتحاد البريدي العالمي                   | ?                    | ?                    |
|             | المركز الدولي لتسوية المنازعات الاستشارية | 15 أكتوبر 1966       | 12 أكتوبر 1975       |
|             | وكالة ضمان الاستثمار متعدد الأطراف        | 12 أبريل 1988        | 10 سبتمبر 1992       |
|             | منظمة التجارة العالمية                    | ?                    | 1995                 |
|             | الفريق المعني برصد الأرض                  | ?                    | ?                    |

## وصلات خارجية
- موقع وزارة الخارجية الباكستانية
- موقع وزارة الخارجية الرومانية